# Тіфенталь (Бад-Кройцнах)
Тіфенталь (нім. Tiefenthal) — громада в Німеччині, розташована в землі Рейнланд-Пфальц. Входить до складу району Бад-Кройцнах. Складова частина об'єднання громад Бад-Кройцнах.
Площа — 1,35 км2. Населення становить 117 ос. (станом на 31 грудня 2020).